# بیمارستان کورتلوچی وان
بیمارستان کورتلوچی وان (انگلیسی: Cortellucci Vaughan Hospital؛ ‏ تلفظ [kortelˈluttʃi]) بیمارستانی در شهرک وان استان انتاریوی کاناداست که ساخت آن در سپتامبر ۲۰۲۰ به پایان رسید.

## تاریخچه
بخش‌هایی از این بیمارستان در ۷ فوریه ۲۰۲۱ برای تسکین فشار به سیستم بهداشتی و پذیرش بیماران مبتلا به کووید ۱۹ باز شد، اما بازگشایی کامل آن و پذیرش سایر بیماران، از ۶ ژوئن ۲۰۲۱ شروع شد. این بیمارستان توسط مکنزی هلث اداره می‌شود که بیمارستان مکنزی ریچموند هیل را نیز مدیریت و اداره می‌کند. این بیمارستان مناطق کینگ و ریچموند هیل را در جنوب غربی و جنوب مرکزی شهرستان یورک تحت پوشش دارد و ساخت آن در حدود ۱٫۷ میلیارد دلار کانادا هزینه داشت.
بیمارستان کورتلوچی وان ۱۱ طبقه دارد و در زمینی به مساحت ۲۵ هکتار در شمال غربی تقاطع خیابان جین و خیابان مِـیجر مَکنزی و در همسایگی واندرلند کانادا ساخته شده است.

## خدمات
این مرکز درمانی، ۳۴۲ تخت بیمارستانی، ۱۸۰۰ کارمند تمام‌وقت و ۱۰۰ پزشک متخصص دارد. تقریباً ۹۰ درصد تخت‌های این بیمارستان خصوصی (یک تخت در هر اتاق) است. در این بیمارستان به‌طور سالیانه ۱۴۰٬۰۰۰ تصویربرداری پزشکی، ۶٬۳۰۰ جراحی، ۳٬۱۰۰ زایمان و ۱٬۸۰۰ مراقبت اورژانس کودکان انجام خواهد شد و ظرفیت سالیانهٔ ۷۵٬۰۰۰ مراجعه بیمارستانی را دارد.
برخی خدمات عبارتند از:
- خدمات جراحی و اتاق‌های عمل
- تصویربرداری پزشکی
- درمانگاه سرپایی
- مراقبت‌های ویژه پزشکی (آی‌سی‌یو)
- اتاق‌های مراقبت‌های حاد با پیشگیری و کنترل بیماری‌های عفونی

در نوامبر ۲۰۱۵ این شرکت قراردادی با شرکت فیلیپس امضا کرد تا طراحی اتاق‌ها، تأمین تجهیزات پزشکی-تشخیصی، نرم‌افزارهای تحلیل داده، تجهیزات هشداردهنده و سایر دستگاه‌های بیمارستانی به عهدهٔ فیلیپس باشد. این خدمات شامل طراحی، نصب، راه‌اندازی، یکپارچه‌سازی، نگهداری و تعمیر و به‌روزرسانی تجهیزات خواهد بود.
این بیمارستان یک مرکز مادر و کوک، بخش تخصصی سکته مغزی و بخش بستری روان‌پزشکی و سلامت روان نیز دارد.

## برای مطالعهٔ بیشتر
- "Contract Awarded for Mackenzie Vaughan Hospital Project" (Press release). Infrastructure Ontario. 25 October 2016. Retrieved 2 December 2016.